# Герман Віллем Дендельс
Герман Віллем Дендельс (нід. Herman Willem Daendels; 21 жовтня 1762 — 2 травня 1818) — голландський революціонер, політичний діяч, генерал і тридцять шостий генерал-губернатор Голландської Ост-Індії.

## Біографія
Герман Віллем Дендельс народився в Гаттемі, в родині Бурхарда Йохана Дендельса (нід. Burchard Johan Daendels), секретаря магістрату і Йосіни Крістини Туллекен (нід. Josina Christina Tulleken). Він закінчив університет в Гардервейку, отримавши докторську ступінь 10 квітня 1783 року.
В 1785 році Дендельс приєднався до патріотів, які спробували здійснити переворот, захопивши владу в кількох голландських містах. У вересні 1786 року він захищав Гаттем від військ штатгальтера, а у вересні наступного року захищав Амстердам від прусської армії, що вторглась в Нідерланди на допомогу Вільгельму V Оранському. Після того, як Вільгельм відновив свою владу, над Дендельсом нависла загроза смерті і він втік в Па-де-Кале. Там, у Франції, Дендельс став очевидцем подій Французької революції.
Він повернувся в Нідерланди в 1794 році генералом французької революційної армії під командуванням Шарля Пішегрю і командувачем Батавським легіоном. Дендельс допоміг Пітеру Вреде прийти до влади в результаті державного перевороту 25 січня 1798 року. Група, що стояла за Вреде, була невдоволена помірковано-консервативною більшістю в парламенті, що заважала прийняттю більш демократичної і централістської конституції. Однак, правління Вреде не принесло очікуваних результатів, і Дендельс підтримав черговий переворот 14 червня 1798 року, спрямований проти Вреде. В Батавській республіці Дендельс займав кілька політичних посад, однак був змушений піти у відставку, коли йому не вдалось запобігти англо-російському вторгненню в Голландію в 1799 році. Він відійшов від політики і зайнявся фермерством поблизу Герде (Гелдерланд).
Луї Бонапрат надав Дендельсу звання генерал-полковника в 1806 році, а в 1807 році призначив його генерал-губернатором Голландської Ост-Індії. Після довгої подорожі він прибув до Батавії 5 січня 1808 року і змістив губернатора Вісе. Першочерговою задачею Германа було звільнення Яви від британської армії.
На посаді генерал-губернатора Дендельс побудував нові госпіталі і військові казарми, нові зброярні в Сурабаї і Семаранзі а також військове училище в Батавії. Він зруйнував старий форт в Батавії і замінив його новим фортом в Местер Корнеліс (Джатінегарі). Також він побудував Форт Лодевейк (нід. Fort Lodewijk) в Сурабаї. Також він побудував нову будівлю для колоніального уряду. Однак найбільшим досягненням Дендельса було будівництво Великої Поштової Дороги (індонез. Jalan Raya Pos; нід. De Grote Postweg), що проходила по всьому північному узбережжю Яви, від Ан'єру до Панарукану. Дорога протяжністю 1000 км була побудована всього за один рік, протягом якого загинули тисячі яванських робітників. Зараз це головна яванська дорога під назвою Дорога північного узбережжя (індонез. Jalur Pantura).
Крім реорганізації армії, Дендельс займався боротьбою з корупцією. Він відмінив десятину і надав всім релігіям рівні права. Він централізував владу на Яві і обмежив владу місцевих феодалів.
Однак, результати його роботи були неоднозначними. Руйнування традиційної системи взаємодії між голландцями і яванцями і використання підневільної праці при будівництві налаштували проти нього як голландську колоніальну еліту, відому як Oudgastenpartij, так і місцевих правителів. Успіхи боротьби з корупцією були сумнівні, а проте сам Герман досить збагатився. Зрештою, Дендельсу не вдалось зупинити британське вторгнення на Молуккські острови.
Коли Королівство Голландія було приєднане до Французької імперіїв 1810 році, Дендельс повернувся в Європу. В листопаді 1811 року він жив в Парижі. Він отримав звання генерала дивізії і командував 26 дивізією Grande Armée, сформованою з загонів з Бадену, Гессен-Дармштадту і Бергу. Він служив в складі IX корпусу під командуванням маршала Віктора, призначеного для резерву. В серпні 1812 року він отримав наказ рухатись на схід. 8 і 15 вересня Дендельс прибув до Вільнюса і Мінська відповідно. 11 жовтня його дивізія вийшла до Бабиновичів. 20 жовтня він отримав наказ рухатись на Вітебськ а 27 жовтня він захопив Бешенковичі. На наступний день температура впала нижче нуля, а 29 жовтня пішов сніг. 11 листопада ар'єргард і Дендельс прибули в Чашники. 14 листопада в битві під Смолянами французи втратили 3000 чоловік. Підрозділ Дендельса (загалом близько 4000 солдат) брав участь в битві на Березині, а з лютого по грудень 1813 року Дендельс командував польським гарнізоном Модлинської фортеці. Це була остання фортеця на Віслі, що капітулювала.
Після падіння Наполеона король Віллем I і новий голландський уряд побоювались, що Дендельс може стати впливовим лідером опозиції і фактично заборонили йому в'їзд в Нідерланди, призначивши його генерал-губернатором Голландського Золотого Берегу (нині Гана). Після заборони трансатлантичної работоргівлі, Дендельс намагався перетворити неефективні голландські володіння в африканську плантаційну колонію. Спираючись на свій досвід в Ост-Індії, він розробив низку амбіційних інфраструктурних проєктів, включно з мережею доріг, з головною дорогою від Ельміни до Кумасі. Влада Нідерландів надала Дендельсу свободу дій і значний бюджет.
В 1817 році британці звинуватили Дендельса спробах відновити работоргівлю, яка на той час була заборонена як британцями, так і голландцями.
Врешті, жоден із планів Дендельса не був здійснений, оскільки 2 травня 1818 він помер від малярії. Він був похований на Голландському кладовищі.